# 村田英憲
村田 英憲（むらた ひでのり、1928年7月20日 - 2023年9月30日）は、日本の男性アニメーションプロデューサー。株式会社エイケン創業者、名誉会長。広島県広島市出身。

## 経歴
1945年8月6日、広島市で被爆し弟を亡くす。中央大学在学中に学生自動車連盟の初代委員長を務めた。
日本テレビジョン（TCJ。民放テレビ局の日本テレビホールディングス・日本テレビ放送網とは無関係）の映画部長だった1969年にアニメ部門を独立させて「株式会社TCJ動画センター」を設立。同年、朝日新聞に連載中の『サザエさん』に目を付け、宣弘社を通じてフジテレビにテレビアニメ版『サザエさん』の企画を持ち込み、現在まで製作を手掛け、国民的長寿番組とした。以降『サザエさん』を柱にファミリー路線のアニメを多く送り出している。1973年自身の名前を音読みにした「エイケン」に商号変更した。
2007年、代表取締役会長就任。
2008年、東京アニメアワード2008にて第4回功労賞表彰受章。
2017年8月31日付で代表取締役会長を退任、同年9月1日付で名誉会長に就任した。
2019年12月、文化庁長官表彰。

## 参加作品

### アニメ
- キャプテン（製作、1980年・1983年、日本テレビ）
- ガラスの仮面（製作、1984年、日本テレビ)
- 銀河パトロールPJ（製作、1984年、フジテレビ）
- ハーイあっこです（製作、1988年 - 1992年・ABC）
- シートン動物記（製作、1989年 - 1990年、日本テレビ）
- コボちゃん（製作、1992年 - 1994年、よみうりテレビ）
- クッキングパパ（製作、1992年 - 1995年、ABC）
- きこちゃんすまいる（エグゼクティブ・プロデューサー、1996年 - 1997年、TBS）
- 男はつらいよ (アニメ)（製作総指揮、1998年8月7日、TBS）
- ゴーゴー五つ子ら・ん・ど（制作、2001年、TBS）
- プレイボール（企画、2005年・2006年、UHFアニメ）